# Oedebasis malagasy
Oedebasis malagasy là một loài bướm đêm trong họ Noctuidae.